# Centro Coronel Pablo Rojas
O Centro Cultural, Deportivo y Recreativo Coronel Pablo Rojas, ou apenas Pablo Rojas, é um clube paraguaio de futsal da cidade de Assunção. Foi fundada em 30 de janeiro de 1959. Participa da Liga Paraguaia de Futsal. Em 2011, foi campeão da Liga Paraguaia, o que lhe garantiu vaga na Copa Libertadores de 2013 - Zona Sul, em que foi eliminado pela ADC Intelli nas semifinais.